# Peter Jackson (boxe anglaise)
Pour les articles homonymes, voir Peter Jackson (homonymie) et Jackson.
Peter Jackson est un boxeur australien né le 3 juillet 1861 à Christiansted, Îles Vierges américaines, et mort de la tuberculose le 13 juillet 1901 .

## Carrière
Considéré comme l'un des meilleurs boxeurs poids lourds de sa génération bien que n'ayant jamais combattu pour le titre de champion du monde, Jackson se fait tout d'abord remarquer en devenant champion d'Australie en 1886 puis champion poids lourds de couleur deux ans plus tard à San Francisco aux dépens de George Godfrey. Le 30 mai 1892, il remporte le premier titre poids lourds du Commonwealth face à Frank Paddy Slavin par KO au 10e round mais s'incline à la 3e reprise de son combat contre James J. Jeffries en 1898.

## Distinction
- Peter Jackson est membre de l'International Boxing Hall of Fame depuis sa création en 1990[2].